# Rossert
Der Rossert ist ein 515,9 m ü. NHN hoher, bewaldeter Berg im Taunus nahe dem Kelkheimer Stadtteil Eppenhain im hessischen Main-Taunus-Kreis.

## Lage
Der Rossert liegt im Eppsteiner Horst als Teil des Vordertaunus und grenzt unmittelbar an die Taunushauptkammlinie. Das Bergmassiv umfasst die knapp 800 m westlich des Gipfels sich erhebende Nebenkuppe Hainkopf (474 m ü. NN) sowie 500 Meter westnordwestlich des Hainkopfs dem Dachsbau (373 m ü. NN). 1200 Meter südsüdöstlich des Gipfels ragt die Nebenkuppe Fischbacher Kopf über den westlichen Ortsrand von Fischbach sowie das dort beginnende Naturschutzgebiet Krebsbachtal. Eine weitere, namenlose, rund 475 hohe Nebenkuppe befindet sich rund 450 Meter nordnordwestlich des Gipfels.

## Name
Auf dem Gipfel des Rosserts befindet sich eine Felsgruppe, die namensgebend für den Berg war. Rossert leitet sich von einem althochdeutschen Wort für Steingeröll ab.
Der Rossert war namensgebend für die 1971–1977 bestehende Gemeinde Rossert, deren Ortsteile Eppenhain und Ruppertshain zu Kelkheim eingemeindet wurde.

## Naturschutzgebiet
Der Gipfel des Rosserts ist der höchste Punkt des vorgeschlagenen Fauna-Flora-Habitats Rossert-Hainkopf-Dachsbau. Das 119 Hektar große Areal wurde 1977 als Naturschutzgebiet ausgewiesen. Es zieht sich wie ein Gürtel südlich um Eppenhain auf den Höhen des Rosserts und seinen Nebenkuppen Hainkopf und Dachsbau herum.

## Sagen
Die Quarzitfelsformation auf dem Rossert ist Ursprung mehrerer Sagen, so über ein Teufelsschloss auf dem Rossert. Darin heißt es, dass es früher ein Nonnenkloster am oberen Hang des Rossert gab. Die adligen Nonnen seien nicht fromm gewesen, weswegen sie zu Stein erstarrten: „Schroffe Klippen entstanden, das kalte Schloss des Teufels. Das sind die unfrommen Nonnen, die man sich noch heute auf dem Rossert anschauen kann“. Auch ist der Rossert Ort der „Sage von der blauen Glockenblume“, in der ein Mädchen aus dem nahen Eppenhain auf dem Rossert die Blume fand, mit der sie den Berg aufschließen konnte.

## Galerie

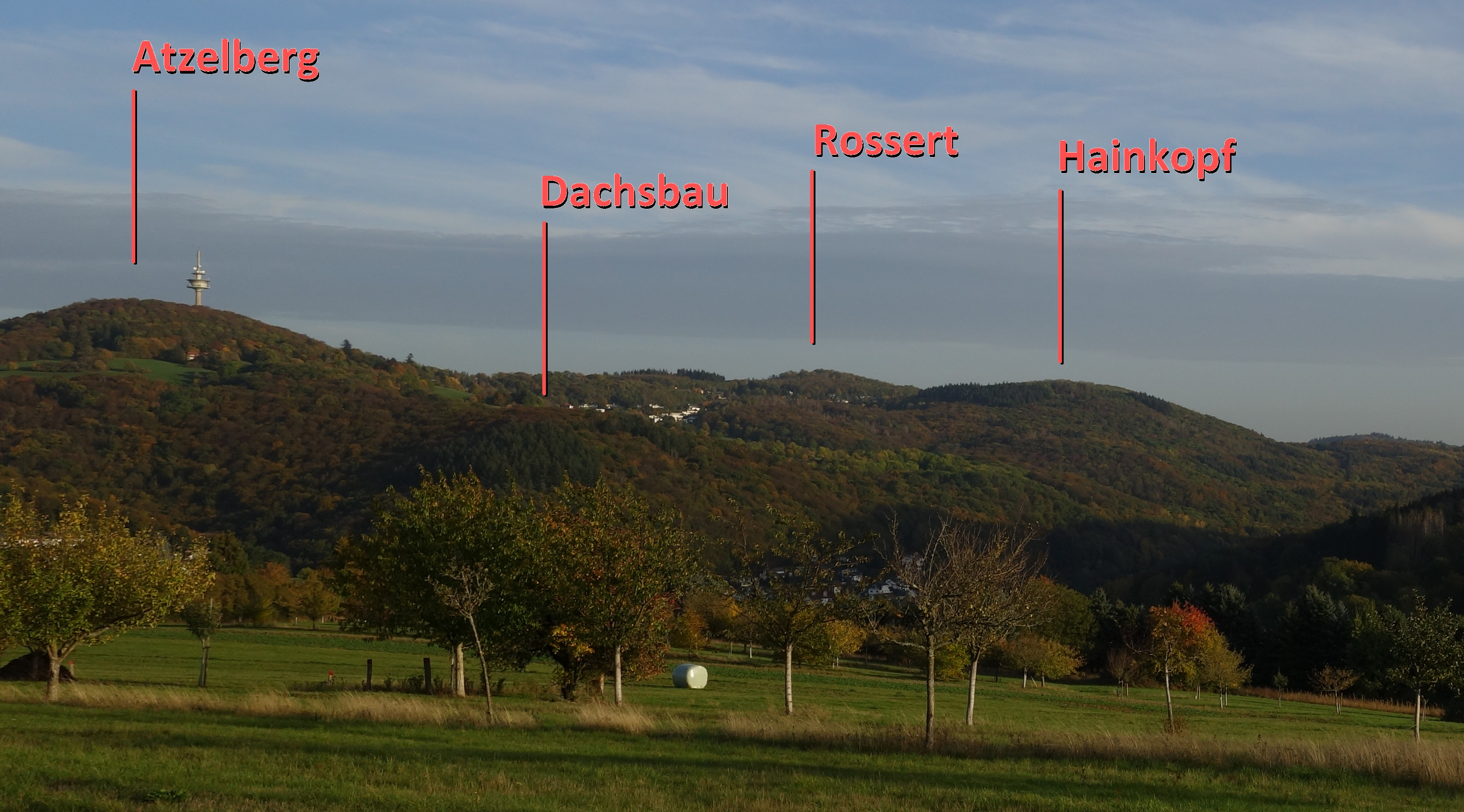
Blick von Nordwesten auf Atzelberg und Rossert samt dessen Nebenkuppen Hainkopf und Dachsbau
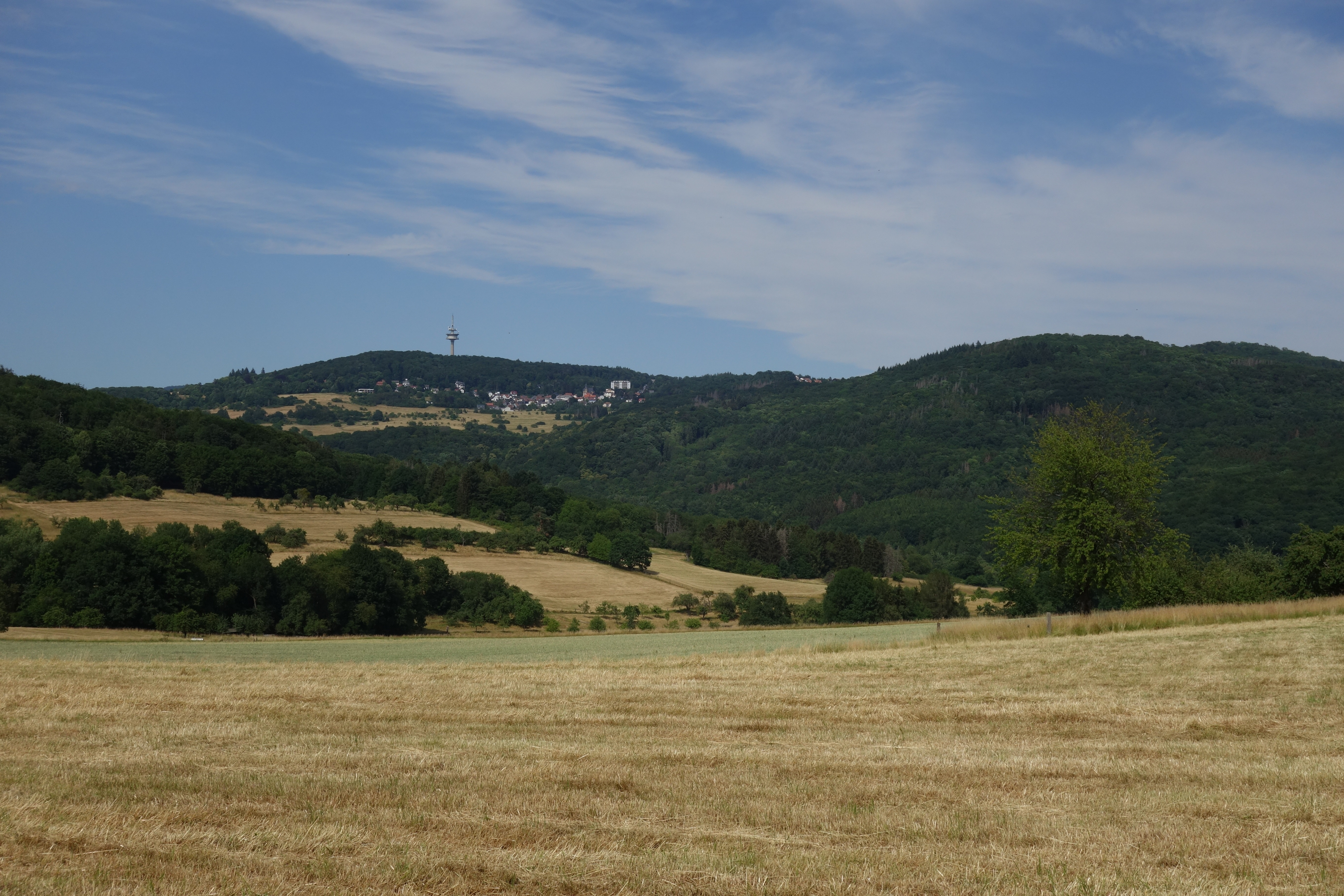
Atzelberg und Hainkopf von Südwesten; mittig nach links erhebt sich der 433,8 Meter hohe Küppel (auch Hammersberg genannt)
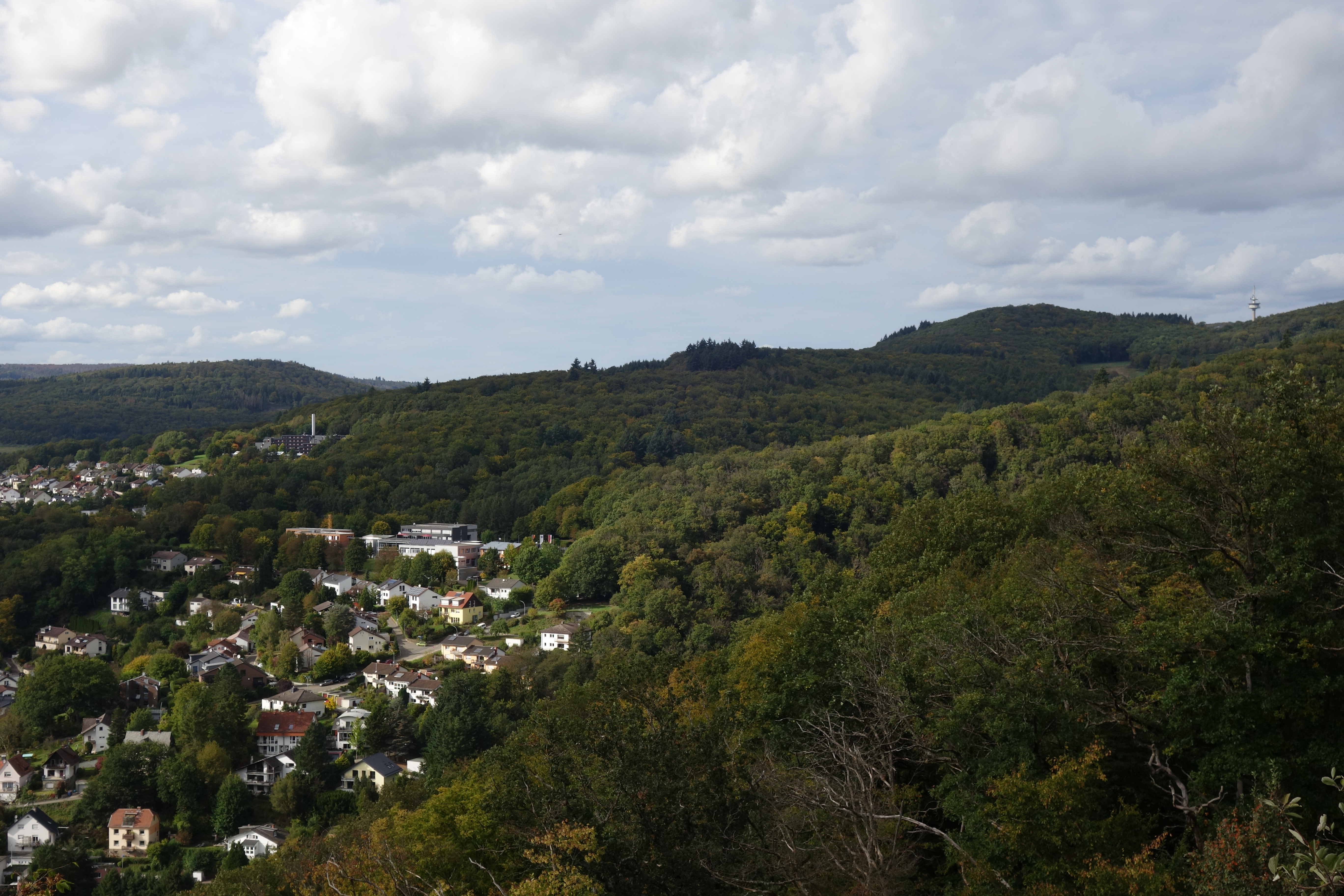
Hainkopf (halbrechts) über Eppstein vom Kaisertempel gesehen, rechts daneben lugt der Atzelbergturm durch, darunter die Heimliche Wiese. Hinten links der Küppel, dahinter links am Horizont der Große Lindenkopf (499 Meter).
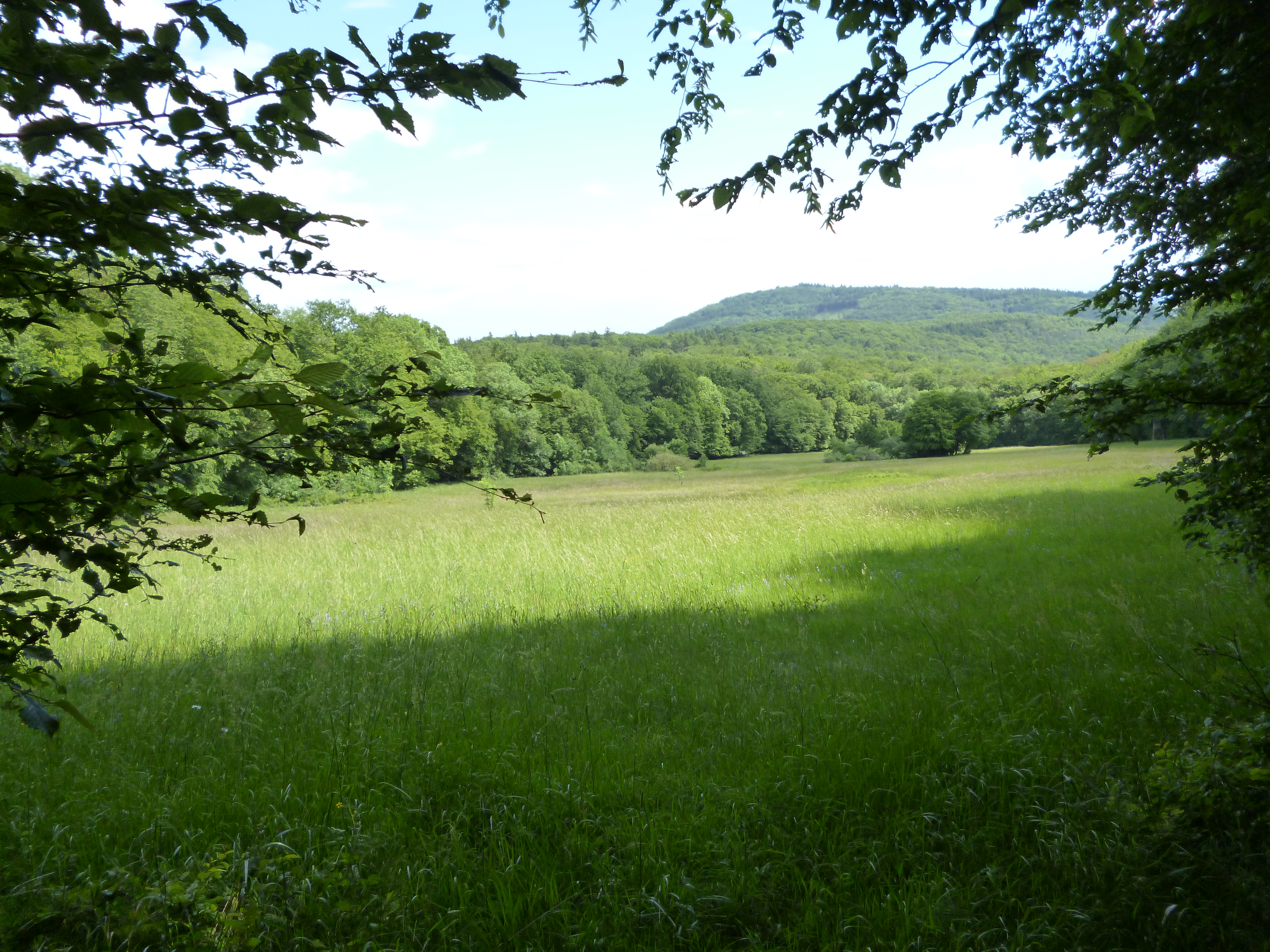
Blick in Gegenrichtung über die Heimliche Wiese unterhalb des Hainkopfs zum Staufen
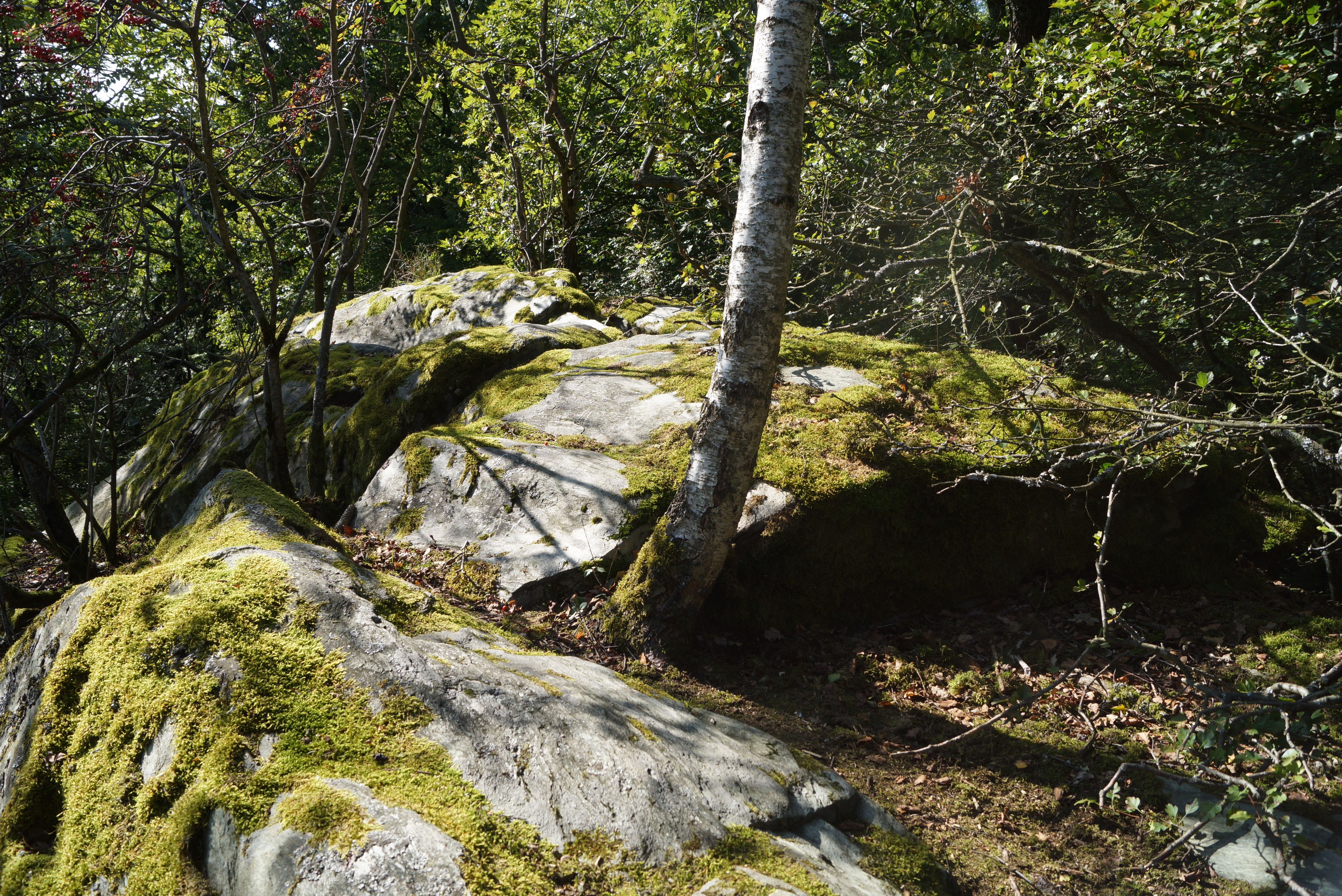
Felsen auf dem zugewachsenen Rossert-Gipfel
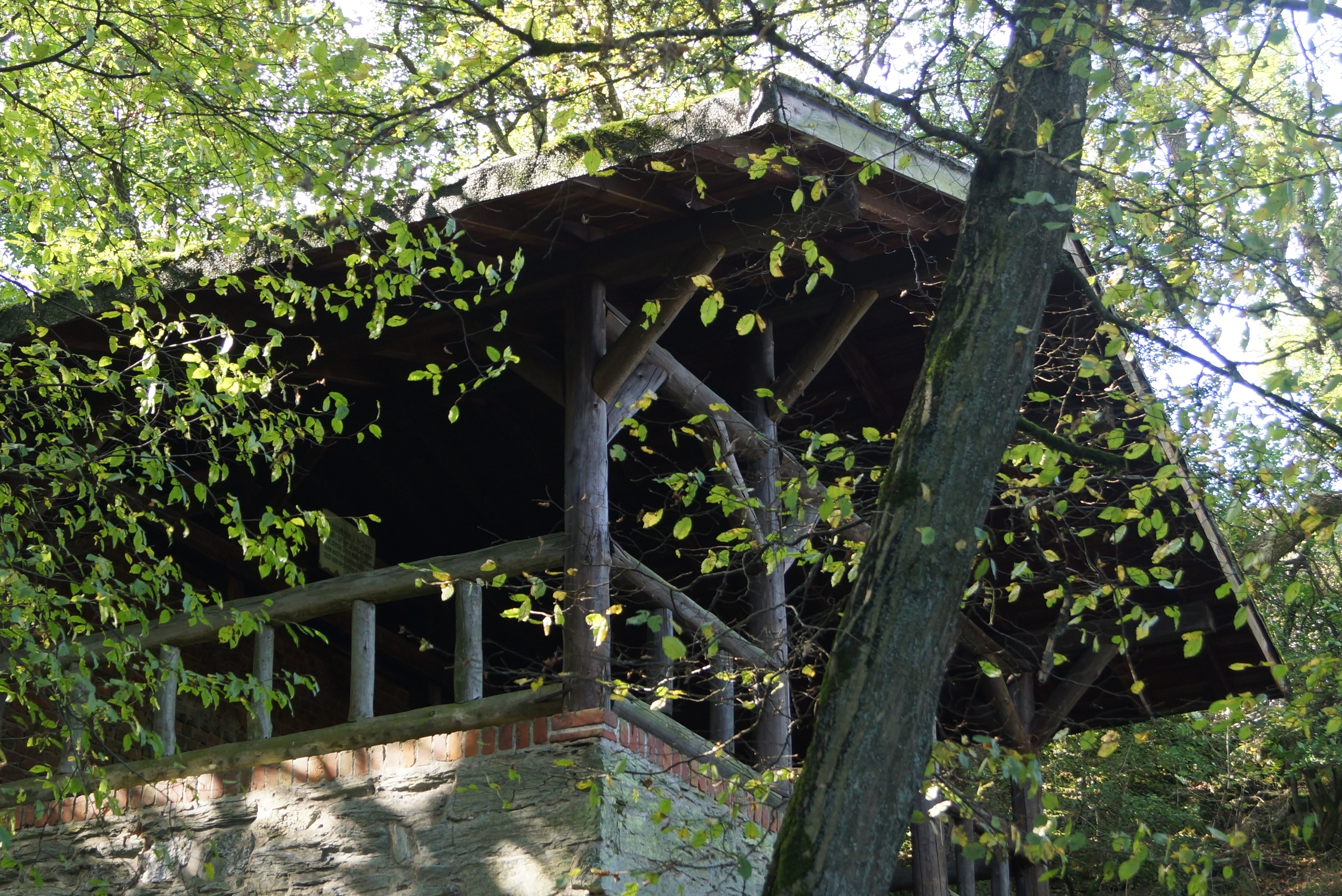
Hütte am Südhang des Rosserts
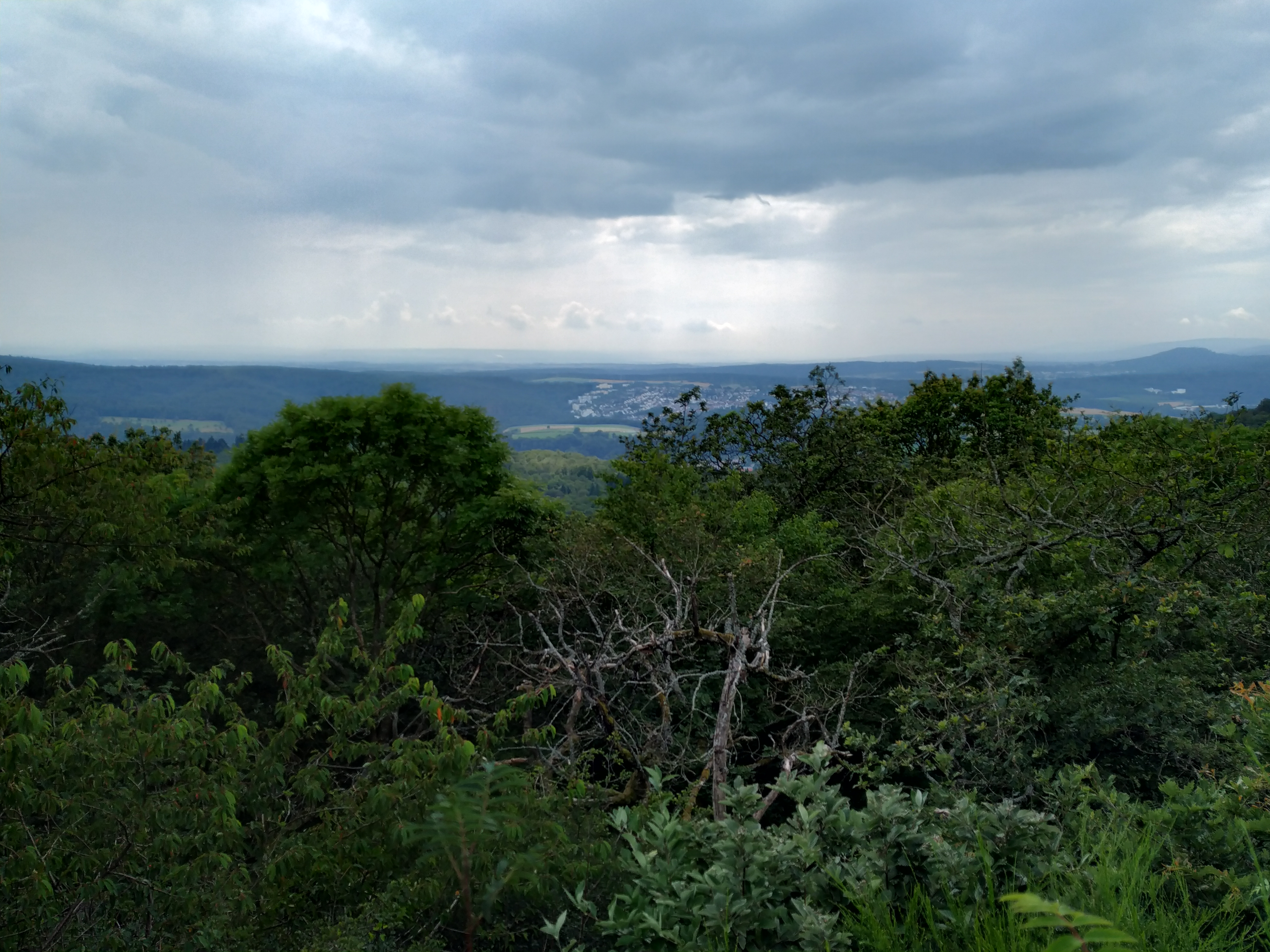
Blick vom Rossert, etwas unterhalb des Gipfels, gen Südwesten und den Ort Bremthal